# Paoli (Pennsylvanie)
Pour les articles homonymes, voir Paoli.
Paoli est une census-designated place du comté de Chester, en Pennsylvanie, aux États-Unis.

## Histoire
La ville de Paoli s'est développée autour d'une auberge tenue en 1769 par Joshua Evans, dont le père a acheté 500 acres à William Penn en 1719 près du site actuel de la poste de Paoli. Evans a nommé son auberge en l'honneur du général Pasquale Paoli, un corse, après que Paoli eut reçu le 45e et dernier toast lors d'une célébration de la fête de la Saint Patrick. L'emplacement de l'auberge sur le Philadelphia and Lancaster Turnpike, à environ 20 miles (une journée de route pour un chariot tiré par des chevaux) de Philadelphie, a contribué à son succès.

### Bataille de Paoli
Le soir du 20 septembre 1777, près de Paoli, le général Charles Grey et près de 5 000 soldats britanniques lancèrent une attaque surprise contre un campement de révolutionnaire américains, connu sous le nom de Bataille de Paoli. Après avoir intercepté les ordres du General Washington au General Wayne concernant les actions d'arrière-garde britanniques, Gray ordonna à ses troupes d'attaquer le petit régiment d'Américains commandé par Anthony Wayne dans une zone proche de sa résidence. Ne voulant pas perdre l'élément de surprise, Gray ordonna à ses troupes de retirer le silex de leurs mousquets et de n'utiliser que des baïonnettes ou des épées pour lancer une attaque surprise sur les Américains, sous le couvert de l'obscurité,.
Avec l'aide d'un espion loyaliste qui fournit un mot de passe secret, "nous y sommes et ils y vont" et les a conduits au camp, le général "No-flint " Gray et les Britanniques envahirent plusieurs piquets américains et lancèrent leur attaque réussie contre le camp de l'Armée continentale. 201 soldats américains ont été tués ou blessés, tandis que 71 ont été capturés. Les Britanniques n'ont subi que 4 tués et 7 blessés en comparaison. La réputation de Wayne a été ternie par les nombreuses pertes subies dans la bataille, et il a exigé une cour martiale formelle pour laver son nom. Le 1er novembre, un conseil de 13 officiers a déclaré que Wayne avait agi avec honneur,.
Le site de la bataille est fait maintenant partie de Malvern, Pennsylvanie.[citation nécessaire]

## Source
- (en) Cet article est partiellement ou en totalité issu de l’article de Wikipédia en anglais intitulé « Paoli, Pennsylvania » (voir la liste des auteurs).

1. 1 2  McGuire, Thomas J. Bataille de Paoli. Mechanicsburg, Pennsylvanie : Stackpole Books, 2000,  (ISBN 0-8117-0198-0). pp.59
2. 1 2  Boatner, Mark Mayo,  Dictionnaire biographique de Cassell de la guerre d'indépendance américaine 1763–1783 , Cassell, Londres, 1966,  (ISBN 0-304-29296-6). pp.123